# Yamaha SRX
Yamaha SRX är en snöskoter från Yamaha, som introducerades 1976.
Yamaha SRX-serien (där S står för "sport", R för "racing" och X för "experimentell") var från början främst menad för tävlingsbruk, men blev med åren en produkt för den allmänna marknaden.

## Historik
Yamaha SRX-serien introducerades 1976. Yamaha SRX kom i två utföranden, SRX340 som kom att bli en parentes inom SRX-serien, och den mer kända SRX440 med sin 439 cm3 motor. Yamaha SRX var den första serietillverkade snöskotern från Yamaha som var vätskekyld. De första SRX440-modellerna hade 100-105 hk. Huven på den första modellen var svart längst fram och hade röda linjer längs sidorna. Modellen krönte många segrar under sitt första år. 
1977 kom SRX440A. Chassit hade modifierats för bredare spårvidd, därav de karaktäristiska "bulorna" på sidorna av chassit. Introduktionen av en ny boggi och en ny dekaluppsättning var nytt för året. Huven var helvit med röda linjer längs sidorna. SRX440A fortsatte Yamahas framgång på racingbanorna.
År 1978 kom SRX440B och med den ett nytt avgassystem. Yamaha hade också modifierat chassit en smula och förändrat en del andra synliga detaljer, till exempel fick snöskotern en ny instrumentpanel och en vindruta monterades, vilket inte hade funnits tidigare. Färgerna för året var svart huv på ovansidan och vitt på sidorna med röda linjer.
1979 kom SRX440C, nyheterna var en klumpigare stötfångare och nya dekaler, men i övrigt var det samma snöskoter som tidigare år, förutom små förändringar i motorn. Yamaha sänkte kompressionen på denna snöskoter och gav den ett annat förbränningsrum och lite smärre modifikationer i insuget. Yamaha SRX var känd för att bränna kolvar och med sänkt kompression åtgärdades detta, och Yamaha påstod att detta gjordes utan att sänka effekten. Färgen för året var svart, eller som Yamaha kallade den, Jet-Black.
1980 kom SRX440D. Det nya med D-modellen var nya förgasare och att man hade bytt färg på chassit till någon form av guldeloxering. På D-modellen fanns det två olika boggi, den ena var en lättare variant för isracing och den andra med större fjädringsväg var för allmänt bruk. SRX440D-motorn utvecklade mellan 70 och 90 hk. Effektminskningen berodde bland annat på en annan förgasarbestyckning. Yamaha gjorde stor affär av att SRX:en nu var en tillförlitlig maskin, bland annat ställde de upp i Midnight Sun 600 som var ett långlopp på 600 engelska mil med fem maskiner och alla fem slutade på topp tio.
År 1981 kom 2 modeller: en för Nordamerika och en för Europa. Den var likadan som 1980, men den hade silvereloxerat chassi med svart huv och dekalerna var röda istället för guld jämfört med 1980 års modell.
För Nordamerika hette den SRX440E, och det var en helt ny snöskoter. Den hade den nya Yamaha TS-framfjädringen, densamma som på Yamaha SR540 från året före. I den nya SRX:en satt också en helt ny motor, samt ny vevaxel och nya förgasare. Även på SRX440E fanns två boggiutföranden, den ena för längre fjädringsväg.
Under 1982 lanserades ytterligare en modell i SRX-serien med en motor på 499 cm3. Modellen kallades SRX500. För testning levererades ca 50 st till Alaska, 50 st till tävlingsförare och återförsäljare i Nordamerika, 30 st till Norge och 7-8 st till Sverige. Testresultaten visade att modellen inte höll Yamahas kvalitetsmål och då återkallades snöskotern. Men många maskiner skickades inte tillbaka och blev kvar. Privatkunder som beställt maskinen erbjöds kompensation i form av SRX 440E till de som köpt snöskotern. Antal som finns är osäkert men det finns register som visar på ca 20 i USA, ca 15 i Norge och 7 i Sverige.
En era var över för Yamaha SRX, den i särklass mest framgångsrika tävlingsmaskin Yamaha byggt.
År 1998 återkom SRX i modellprogrammet. Nu hade SRX inte längre något med tävling att göra, utan var bara ett namn på en snöskoterserie. Yamaha SRX kom i fyra modeller detta år, SRX600 i två utföranden, SRX700 och Mountain SRX700 (MSRX700). MSRX700-modellen hade en 136 tums matta och boggi från Venture-serien men i övrigt var den densamma som SRX700-modellen. De här SRX-modellerna, tillsammans med Arctic Cats Thundercat och Ski-Doos Mach Z, kom att skapa en ny kategori av snöskotrar, så kallade "lake racer", eller "sjöracer". 
Intressant ur motorperspektiv var att Yamaha satt dit avgasportar som de introducerat på motorcyklar på 1970-talet. Yamaha kallade tekniken YPVS, vilket står för Yamaha Power Valve System. Intressant är att Yamaha som varit ledande inom tekniken gällande motorcyklar var sist att införa tekniken på sina snöskotrar. Rotax, Suzuki (Arctic Cat) och Fuji (Polaris) hade redan infört en teknik Yamaha varit pionjärer inom.
Nytt för SRX600 och SRX700 1999 var en ny vevaxel, eftersom man hade haft problem med vevaxlarna på föregående modell. Under åren 2000 till 2002 skedde bara smärre förändringar, bland annat kom nya dekaler och från 2001 silverfärgat chassi. En motoruppgradering med ny digital tändning i SRX-maskinerna gjorde att man kunde ta ut 147 hk i bromsbänk.
År 2013 introducerades Yamaha SRX120. Snöskotern är en så kallad barnskoter.